# 韓国陸軍学士士官

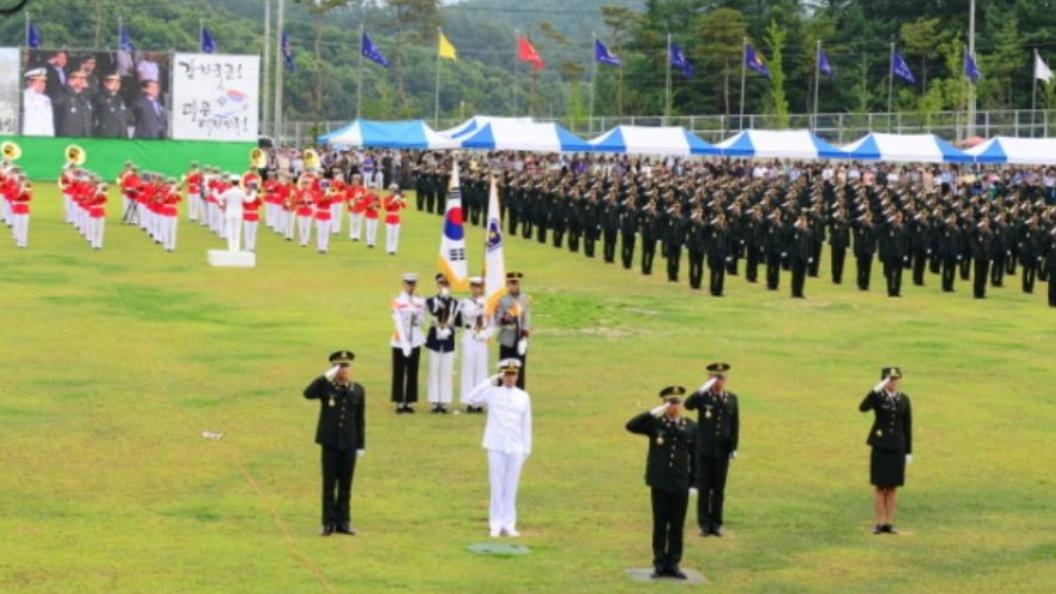
陸軍学士士官任官式

韓国陸軍における学士士官（ハングル: 학사장교、英語: Korea Army Officer Candidate School、英語略称: KAOCS）は、学士（大学卒業）以上の者が所定の試験を経て軍事教育を受けることで陸軍将校として任官される大韓民国の将校養成課程の一つである。学士将校（학사장교）とも。
2014年まで、総59期数、約5万人（韓国女軍学校の廃止で陸軍学士士官と教育課程が統合された女軍48期以後の任官者約2千人を含む）の精鋭将校が学士士官制度で輩出された。

## 創設及び発展過程
韓国陸軍の学士将校は1980年代、韓国の対内外的な安保環境が危険な時期に『文武を兼備した将校』養成をモットーに1981年に創立された。初期は主に戦闘兵科の将校を中心とし632人が学士士官1期生として光州の尚武台（陸軍歩兵学校）で任官された。学士士官 2期生からは士官生徒課程が廃止された陸軍3士官学校で将校養成教育を受けて任官するようになった。80年代中盤からは軍奨学生制度を取り入れ、毎年二つの期数の将校が任官したが、2010年以後年間 一つの期数になり、2012年からは陸軍学生軍事学校で将校養成教育を受けて任官している。2014年まで、総59期数、48,273人(韓国女軍学校の廃止で陸軍学士士官と教育課程が統合された女軍48期以後の任官者1,881人を含む)の精鋭将校が学士士官制度で輩出された。2015年現在、5人の将軍が韓国陸軍で勤務している。

## 学士将校の特徴
学士将校の特徴は志願資格で確認できる。他の将校養成課程は高卒や大学2年以上在学であるが、学士将校は正規4年制大学卒業以上を基本的に要求している。特に, 公務員試験合格者, 司法試験合格者, 修士・博士学位取得者及び国外永住権を返上した高学歴の在外居住同胞の志願者が増えている。特に他の将校養成課程で得られにくい博士号を保有した現役将校を確保し易いという点も学士将校制度の最大の魅力の一つである.

## 選考
学士士官は、4年制大学卒業者(予定者) またはこれと同等以上の学歴所持者(予定者)で、任官時に満 20〜27歳の男女を士官候補生として選抜する。国家試験合格者(キャリヤ組)と博士課程修了者は満 29歳まで志願することができる。学士士官の選抜及び養成課程はアメリカのOCS (Officer Candidate School)とイギリスのサンドハースト王立陸軍士官学校に似ている。

## 養成教育
陸軍学士将校は 2011年まで陸軍3士官学校で16週間の将校養成過程を履修後に任官された。2012年以後は陸軍学生軍事学校で将校養成教育を受けて任官される。学士士官と女軍士官は仮入校 1週、軍人化教育 5週、将校化教育 11週で、仮入校を除き総 16週間の将校養成教育を受ける。将校任官後は職務補修教育として各兵科学校で16週間追加教育を受ける。
- 仮入校(1週)
  - 補給品及び各種装備支給、基本制式、軍歌、各種法規及び規定、軍隊礼節教育

- 軍人化教育(5週)
  - 教育科目: 精神教育、基礎軍事学、火器学、一般学
  - 主要教育内容: 制式訓練及び精神教育、射撃、化学兵器、救急法など基礎軍事訓練、体力鍛錬

- 将校化教育(11週)
  - 教育科目: 精神教育、戦術学、リーダーシップ、教授法、部隊指揮管理
  - 主要教育内容: 分・小隊戦術、中隊戦術、読図法、指揮統率関連授業、指揮実習

## 外部サイト
- 韓國陸軍学士将校総同窓会（韓国語及び英語）